# Páll Lajos
Páll Lajos, (Korond, 1938. április 2. – Székelyudvarhely, 2012. november 9.) erdélyi magyar költő és festőművész. Kiváló művész (2011). A Magyar Művészeti Akadémia tagja (2005).

## Életpályája

### Iskolaévek
A székely Korondon született, szülei, nagyszülei, sőt még rokonai is saját emlékezése szerint mind fazekasok voltak. Már ötödik osztályos korában szobrokat fabrikált, verseket is Korondon kezdett el írni ekkortájt.
„Elmentem volt jutalomból Naszódra. Ott kerültem először össze szemtől szembe románokkal. – Hogy nem tudnak ezek magyarul?! Sehogyan sem értettem. Amikor pedig korábban kimentem a környező falvakba, mindenki magyarul beszélt. Naszódon tapasztaltam meg először, hogy vannak olyanok is, akik nem tudnak magyarul. Naszódon láttam meg azt is, hogy milyen az angol vécé” - mondta később erről az időszakról.
Hatodik osztály után tanárának javaslatára Marosvásárhelyre, művészeti iskolába iratkozott, ahol egy évig pikolón tanult játszani, mert a hetedikben nem volt szobrászat. Édesapja csalódott volt az eredményével, mert fél év után is csak hatvan medvét eladandó tudott kifaragni. („Később voltak nagy útjaim a világban, és ezeket az utakat mindig úgy szerveztem meg, hogy megszerezzem mindazt a pénzt a képeim révén, amit elköltök. Lehet, hogy szégyen ez, de ezt otthon tanultam ” - írta később.) Végül édesanyja segítségével sikerült megmenekednie a szobrászattól, és egy a kilencedik osztályt már festőtanoncként járhatta. Tizedikes korában az Igaz Szó lehozta verseit. Pártfogásába vette Sütő András, Kemény János író és a szobrász Izsák Márton. Tizenhét éves korában patkányméreggel öngyilkossági kísérletet követett el, de kimosták a gyomrát és megmentették.
1955-ben leérettségizett, de a kolozsvári Ion Andreescu Képzőművészeti Intézetbe első próbálkozásra nem vették fel. „Abban az évben Kolozsvárott négy magyar és hét román volt az előírt norma. Nem vettek fel. Akkor éltem meg Vásárhelyen a nyomor legmélyebb bugyrait. Munkát kellett szereznem, de amíg nem találtam, az állomáson aludtam egészen addig, míg fölvettek a Bábszínházhoz festőnek” - mondta egy interjúban. A második évben felvették, pedig ekkor a numerus clausus már három magyar-hét román volt. Ösztöndíjat nem kapott, mert apja iparos volt. Mohy Sándor tanította festészetre. A gólyabálon ismertették össze Szilágyi Domokossal.

### Börtönévek
1956-ban a nagykendi pap lányának, Péterffy Irénkének udvarolt, akit később tíz évre ítéltek, mert ő vette meg a gyászszalagokat, amelyeket a budapesti forradalom leverésének hírére a kolozsvári egyetemisták kitűztek. 1958-ban Páll Lajos is börtönbe került összeesküvésért, mivel az 1956. október 24-i képzőművészeti diákgyűlés egyik szervezője volt és mert Marosvásárhelyen pesszimista hangulatú verseket írt, amelyeket mások továbbadtak egymásnak. Kolozsváron, Szamosújváron tartották fogva, a Duna-deltában gátat építtettek vele, amit aztán két év alatt elvitt a Duna. Ekkor ismerkedett meg az ugyancsak elítélt Páskándi Gézával. 1962-ben szabadult. Az egyetemre nem vették vissza. Előbb apja fazekasműhelyében dolgozott, majd még abban az évben festésből kezdett élni. Újra találkozott Szilágyi Domokossal, aki Páll bebörtönzésekor szolidaritásból levágatta a haját, és az új találkozásig kopasz maradt (és egyik verseskötetébe úgy csempészte be Páll Lajos két versét, hogy a verset kiegészítette azzal a megjegyzéssel, hogy "egy ismeretlen huszadik költő" írta azt.
1969-ben rehabilitálták, 1970-ben verseskötete is megjelenhetett Romániában, tárlatokon is részt vehetett, viszont többször feljelentették festményei tartalma miatt.

## Művészete
Sikeres költő és sikeres festő vált belőle. Művészete az erdélyi tájhoz, közelebbről a Kis-Küküllő völgyéhez, Korond emberi világához kötődik. (Festményeinek már címe is jelzi a szülőföldi témaválasztást (Bivalyok, Korond, Tájkép legelésző lovakkal, Korondi csendélet, Őszi hangulat, Kilátás a hegyekre, Dombok között, Pihenő favágó, stb.) Zsögödi Nagy Imre és Milan Alexandru Florian festők művészetével rokon az övé, természetelvű festés, de a 20. század modern festészeti irányzatainak kellékeit is gyakran beépíti motívumkincsébe (montázsok, szürreális fények, absztrakt módon értelmezett figurális ábrázolás). Világos, derűs színei optimizmust sugároznak, a táj megtartó erejének érzését keltik. Valahol a háttérben a nagybányai művésztelep kisugárzása, hagyományainak továbbvitele érvényesül kortárs művészeti eszközökkel. 1965 óta volt kiállító művész, elsősorban egyéni tárlatokat szervezett. Az 1989-es romániai rendszerváltás után gyakran eljutott kiállításaival az anyaországi galériákba és Nyugat-Európába is.

## Egyéni kiállításai (válogatás)
- Marosvásárhely (1965)
- Kolozsvár (1968)
- Székelykeresztúr; Csíkszereda; Marosvásárhely; Kolozsvár (1970)
- Vármegye Galéria, Budapest; Szeged (1988)
- Vármegye Galéria; Budapest Galéria; Stuttgart; Kiskunmajsa (1993)
- Genf; (1994)
- Csíkszereda; Százhalombatta (1995)
- Csíkszereda; Zsámbék; Kiskunfélegyháza (1996)
- Gyergyószentmiklós; Vászoly; Pápa (1997)
- Vármegye Galéria, Budapest (katalógussal, 1998)
- Páll Lajos korondi festőművész kiállítása, Vármegye Galéria, Budapest (2008)[6]
- Jászberény, Jászkürt Galéria (2009)

## Csoportos (válogatás)
- Vármegye Galéria, Budapest (2000)
- Bernády Ház, Marosvásárhely (képzőművészeti kiállítás a magyarországi 1956-os forradalom emlékére, 2006)
- XIII. Állami Művészeti Díjazottak kiállítása, Magyar Alkotóművészek Háza - Olof Palme Ház, Budapest (2011)

## Művei közgyűjteményekben (válogatás)
- Csíkszeredai Múzeum
- Marosvásárhelyi Képtár
- Székelyudvarhelyi Múzeum

## Kötetei
- Fényimádók. Versek; bev. Majtényi Erik; Kriterion, Bukarest 1970 (Forrás)
- Köves földek. Versek és képek; Kriterion, Bukarest, 1980
- Szárazvillámlás. Versek és képek; Euro-Hungária Alapítvány, Bp., 1993
- Partraszállás. Versek, vázlatok; Pallas-Akadémia, Csíkszereda, 1994
- Andromakhé uszályán. Versek; Mentor, Marosvásárhely, 1996
- Három csűrben. Gyermekversek; Pallas-Akadémia, Csíkszereda, 1999
- A legszebb tányér. Mesék; Pallas-Akadémia, Csíkszereda, 2002 (Mesevonat)
- Álomzene; Mentor, Marosvásárhely, 2003
- Hódara. Gyermekversek; Pallas-Akadémia, Csíkszereda, 2003
- Cigány-kantáta; Pallas-Akadémia, Csíkszereda, 2005
- A csodák házában. Versek; Pallas-Akadémia, Csíkszereda, 2007
- Szivárványrend. Válogatás Páll Lajos festményeiből, verseiből; összeáll. Hantz Lám Irén; Stúdium, Kolozsvár, 2013

## Társasági tagság
- A marosvásárhelyi, csíkszeredai, bukaresti Képzőművészeti Alap tagja;
- Firtos Művelődési Egylet, Korond (az egyletet 1990-ben alapították, Páll Lajos elnöke, majd tiszteletbeli elnöke);
- Román Írószövetség tagja;
- Magyar Írószövetség tagja;
- Politikai Foglyok Országos Szövetsége (POFOSZ) tagja.

## Díjak, elismerések
- Aranka György irodalmi díj (1995)
- Pro Cultura Hungarica díj (1998)
- Érdemes művész (2002)
- '56-os aranykereszt (2006)
- Kiváló művész (2011)
- Báthory-díj (2013) (post mortem)[7]

## Kapcsolódó információk
- Szakolczay Lajos–Hajdú Demeter Dénes–Beke György: Az égbe emelt szülőföld Páll Lajos hatvan évére; Erdély Művészetéért Alapítvány, Bp., 1998
- P. Szabó E.: Tisztelet a szülőföldnek. Vasárnapi Hírek, 1998. április 5.
- Schenken P.: Verseiből, képeiből a szülőföld szeretete sugárzik. Új Ember, 1998. április 26.
- Nagy Miklós Kund: Műterem. Marosvásárhely : Impress Kiadó, 1998. (Huszonegy marosvásárhelyi képzőművésszel készült interjúját tartalmazta, 1999-ben újabb bővített kötetet adott közre, mely további képzőművészekkel készült interjút tartalmaz, köztük: Gaál András, Jakobovits Márta és Miklós, Maszelka János, Kosztándi Jenő, Márton Árpád, Páll Lajos).
- Páll Lajos Műterem. 5. (Páll Lajos költő-festő albuma, 2001)
- Páll Lajos; szerk. Kozma Mária; Pallas-Akadémia, Csíkszereda, 2001 (Műterem)
- Páll Lajos 70 éves. "Ti óvtatok meg, társak, elégiák"; beszélgetőtárs Kozma Huba, versvál. Gálfalvi György; Csantavér–Pallas-Akadémia, Kiskunmajsa–Csíkszereda, 2008
- Verseiből, képeiből a szülőföld szeretete sugárzik. Páll Lajos hetvenéves; Vármegye Galéria, Bp., 2008
- Páll Lajos, erdélyi festőművész; szerk. Sárba Katalin; Nemzetstratégiai Kutatóintézet–Kárpát-haza Galéria–Méry Ratio, Bp., 2014 (Kortárs magyar művészet)

## Külső hivatkozások
- Sóvidék művészei, köztük Páll Lajos Archiválva 2012. november 14-i dátummal a Wayback Machine-ben
- Páll Lajos weboldala a MMA honlapján